# Anjo Point
Anjo Point ist ein Kap am südöstlichen Ende der Anjo-Halbinsel im Norden des australischen Bundesstaats Western Australia.
Anjo Point ist etwa 1,5 Kilometer lang und bis zu 380 Meter breit.